# Agama (hinduism)
Denna artikel handlar om den hinduiska skriften Agama, för kräldjurssläktet med detta vetenskapliga namn, se egentliga agamer.
Agama är en hinduistisk skrift, som består av manualer över hur man rent praktiskt tillber på rätt sätt. I Agamas finns tantras, mantras och yantras. Dessa förklarar hur det externa tillbedjandet av gudar i bland annat templet. Detta kan delas in i följande uppdelning: jnana (vetskap/kunskap), yoga (koncentration), kriya (esoteriska ritualer), charya (exoterisk tillbedjan). 
Texten innehåller även utförliga beskrivningar på hur man ska företa sig i förhållande till entologi och kosmologi, befrielse, överlåtande, meditation, filosofin om mantran, mystik diagram, trollformler, tempelbyggande, bildskapande, husliga iakttagelser, sociala regler, allmänna festivaler etc. Agamas består av tre delar: Vaishnava, Saiva och Sakta. Vaishnava Agamas eller Pancharatra Agamas upphöjer gud som Vishnu. Saiva Agamas upphöjer gud som Shiva och Sakta Agamas eller tantras upphöjer gud som universums moder även kallad Devi. Agamas har inte sin grund i Vedan men är skriven och uppfattad på ett liknande sätt. Denna skrift är teologisk.